# Lauri Ingman
Lauri Johannes Ingman (30 de junio de 1868 - Turku, 25 de octubre de 1934) fue un teólogo, sacerdote y político finlandés. De 1916 a la 1930 fue profesor de teología práctica en la Universidad de Helsinki. También era miembro del conservador Partido de la Coalición Nacional, fue presidente del parlamento y ministro en diversos gabinetes, y sirvió como primer ministro de Finlandia dos veces, en 1918-1919 y 1924-1925. En 1930 fue elegido Arzobispo de Turku, jefe de la Iglesia Evangélica Luterana de Finlandia. 